# Clive Davis
Clive Davis (Brooklyn, Nueva York, 4 de abril de 1932) es un productor musical y fundador de la compañía Arista Records. Es miembro del Salón de la Fama del Rock.
Nació en el seno de una familia judía de clase media. Fue llamado Clive por su madre, pues era fan de un actor británico con ese mismo nombre. Davis se graduó en la Universidad de Artes y Ciencias de Nueva York en 1953 y consiguió una beca para el Harvard Law School. Ejerció en las leyes durante unos años, pasando a formar parte del equipo jurídico de Columbia Records, subsidiaria de CBS. 
Con el tiempo sintió que se despertaba en él el deseo de la música y en 1967 consiguió ser presidente de la discográfica CBS Records. Se centró en la música folk y en el rock and roll. Ese mismo año organizó el Monterey Pop Festival. En poco tiempo consiguió para la discográfica a artistas como Janis Joplin, Electric Flag, Carlos Santana, Bruce Springsteen, Chicago, Billy Joel, Blood, Sweat & Tears y Pink Floyd. La discográfica, en la que había un predominio del rock, introdujo al grupo Earth, Wind & Fire en 1972.
En 1974 fundó la compañía Arista Records. Esta discográfica se convirtió en una de las más variadas de toda la industria musical. En su cartel han figurado artistas como Barry Manilow, Dionne Warwick, Whitney Houston, Taylor Dayne, Mónica, Gary Glitter, Exposé, Angie Aparo, Sarah McLachlan, Annie Lennox, Kenny G, The Notorious B.I.G., Sean "Puffy" Combs, Aretha Franklin, Toni Braxton, Air Supply, Ace of Base, The Alpha Band, The Grateful Dead, TLC, Willie Nile, Nona Hendryx, Fantasia Barrino, Leona Lewis y Patti Smith. También destaca The Alan Parsons Project.
Davis was made aware of Cissy Houston's daughter Whitney Houston after he saw the Houstons perform at a New York City nightclub. Impressed with what he heard, Davis signed her to Arista. Houston became one of the biggest selling artists in music history under the guidance of Davis at Arista.

## Vida privada
Davis se ha casado y divorciado dos veces. Estuvo casado con Helen Cohen de 1956 a 1965 y con Janet Adelberg de 1965 a 1985. Tiene cuatro hijos: Fred (nacido en 1960), un destacado banquero de inversiones en medios de comunicación, Lauren (nacida en 1962), abogada especializada en entretenimiento y profesora de Arte en la Escuela de Artes Tisch de la Universidad de Nueva York, Mitchell (nacido en 1970), y Doug Davis (nacido en 1974), ejecutivo musical y productor discográfico ganador de un Grammy. Davis tiene ocho nietos.
En 2013, Davis salió públicamente como bisexual en su autobiografía The Soundtrack of My Life. En el programa de entrevistas diurno Katie, dijo a la presentadora Katie Couric que esperaba que su salida condujera a una "mayor comprensión" de la bisexualidad.